# Lettre VII
 (mai 2008).
Si vous disposez d'ouvrages ou d'articles de référence ou si vous connaissez des sites web de qualité traitant du thème abordé ici, merci de compléter l'article en donnant les références utiles à sa vérifiabilité et en les liant à la section « Notes et références ».
 (septembre 2016).
Améliorez-le ou discutez des points à vérifier. 

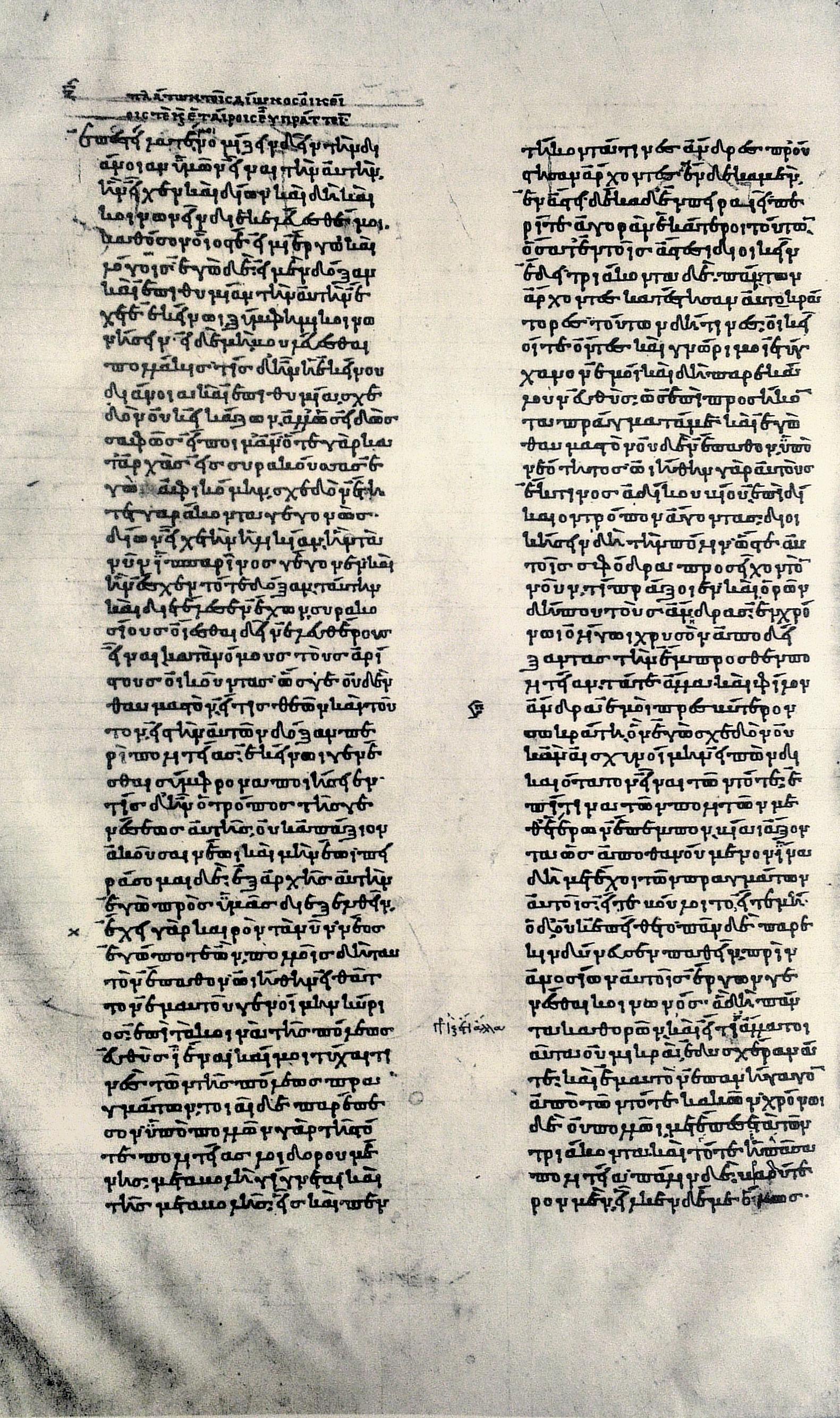
Début de la lettre VII dans le manuscrit médiéval le plus ancien conservé : Paris, Bibliothèque Nationale, Gr. 1807 (IXe siècle)

La Lettre VII est une œuvre littéraire en grec ancien, datée environ du milieu du IVe siècle av. J.-C., et qui indique comme auteur le philosophe Platon ; mais son attribution à Platon n’est pas certaine. D'après le texte, cet écrit est adressé à un groupe de la Grande-Grèce sicilienne, auquel l'auteur adresse un conseil politique, mais on ne peut pas exclure qu'il s'agisse d'une fiction littéraire. La lettre explique en détail et justifie les activités contestées de Platon à Syracuse, qui tendaient à réformer la Cité-État de Syracuse gouverné par un tyran pour l'amener à des principes philosophiques. L'auteur décrit l'échec catastrophique de ce projet et essaie d'en expliquer les raisons. En outre, il traite la question de la manière d'acquérir et de transmettre les connaissances philosophiques. Ces développements sont apparemment destinés à un public de lecteurs plus large.
L'œuvre est la septième d'une collection de treize lettres, toutes réunies sous le nom de Platon, mais pour la plupart certainement ou probablement pas composées par lui. L'authenticité est douteuse pour certaines, mais n'est sûre pour aucune. La lettre VII est de loin la plus longue et la plus importante de la collection et celle qui a rassemblé le plus grand nombre de partisans de son authenticité. Si elle n'est pas authentique, elle provient d'un philosophe bien informé de l'entourage de Platon. C'est pourquoi elle est précieuse comme source d'informations sur la vie et les efforts politiques du philosophe et pour l'histoire de la Sicile. Du point de vue de l'histoire des idées politiques, ses développements sont significatifs pour la théorie de la connaissance de Platon, et sur l'insuffisance du discours philosophique. Dans la mesure où Platon en est réellement l'auteur, il s'agit du plus ancien texte autobiographique de l'histoire littéraire européenne.
L'authenticité de la lettre VII n'a qu'à peine été mise en doute pendant l'Antiquité, mais est contestée depuis la fin du XVIIIe siècle par une série de spécialistes de l'Antiquité. Après une longue et intense discussion, les voix qui plaident pour l'authenticité dominent au sein de la recherche. Néanmoins, une forte minorité continue à rejeter ou à mettre en doute la paternité de Platon.

## Plan de l’œuvre
Il convient de remarquer que la Lettre VII médite au sujet de trois questions philosophiques, à savoir l'indignation (mais aussi l'étonnement), la science politique, et la philosophie elle-même.
- Préambule.
- I.	Genèse des conceptions philosophico-politiques de Platon.
- II.	Premier séjour à Syracuse.
  - Avènement de Denys II le jeune et les espoirs de Dion.
- III.	Deuxième séjour à Syracuse.
  - Attitude ambiguë de Denys.
- IV.	Quelle doit être l’attitude du Sage en face d’un mauvais gouvernement ?
  - Conseils à Denys.
- V.	Retour au récit des faits.
  - L’académie n’est pas responsable du meurtre de Dion.
- VI.	Conseils aux parents et amis de Dion.
- VII.	Nouveau retour au récit des faits.
  1. La fin du second séjour en Sicile.
  2. Préliminaires du troisième voyage.
  3. La leçon du dernier séjour.
- VIII.	Intermède dogmatique.
  1. La philosophie doit être vécue et non pas consignée dans des livres.
  2. Les cinq facteurs de la connaissance.
  3. L’expression verbale, obstacle à la pensée pure.
  4. Conditions morales du véritable savoir.
  5. Condamnation de l’écrit.
- IX.	Application de ces points de vue au cas des écrits de Denys.
- X.	La fin du dernier séjour à Syracuse.
- XI.	Entrevue avec Dion à Olympie.
- Conclusion.

## Contexte historique
Parmi les écrits de Platon dont l'authenticité n'est pas unanimement admise, la Septième Lettre mérite une attention particulière. Si la paternité de cette lettre n’est pas établie, quoique généralement reconnue, elle reflète en tous cas la pensée du milieu platonicien de l’époque. Elle est destinée aux parents et aux amis de Dion de Syracuse, ce disciple sicilien dont Platon espérait qu'il pourrait un jour mettre fin à la tyrannie de Denys et instaurer une véritable république.
De 388 à 387, Platon se rend en Sicile. Là règne à Syracuse un Grec de modeste origine, Denys 1er l’Ancien ; il tient les Carthaginois en échec et est devenu le maître absolu de la Sicile. Platon pense qu’il pourra convertir le tyran à ses idées politico-philosophiques. Pendant son séjour, il se lie d’amitié avec Dion, le beau-frère de Denys, qui se pique de philosophie et admire les philosophes socratiques. Le philosophe se brouille assez vite avec le tyran qui embarque Platon de force sur un bateau spartiate. Celui-ci doit faire escale à Égine, alors en guerre contre Athènes, et Platon est vendu comme esclave. Heureusement, Annicéris, qu’il avait rencontré à Cyrène, le reconnaît, le rachète et le libère. Platon rentre à Athènes.
En 367, Denys 1er l’Ancien meurt et son fils aîné, Denys II le Jeune, monte sur le trône. Il a trente ans et très peu d’expérience dans les affaires publiques. Dion rappelle aussitôt Platon en lui représentant les possibilités qui s’offrent à lui de réaliser des réformes politiques en appliquant les idées qui lui sont chères. Platon accourt immédiatement. Denys l’accueille fort bien et semble se montrer un élève docile, mais, très vite, il voit en Dion et Platon des rivaux possibles. Il exile Dion puis Platon qu’il avait retenu quelque temps prisonnier, mais promet de les rappeler.
En 361, Platon est, à nouveau, invité par Denys. Il se rend à Syracuse pour la troisième fois. Une nouvelle brouille éclate rapidement. Il est probable que Platon plaida la cause de Dion auprès de Denys, mais celui-ci, loin de rappeler Dion, confisque ses biens et contraint la femme de ce dernier à épouser le gouverneur de Syracuse. Platon, pour sa part, est assigné à résidence puis relâché et autorisé à rentrer à Athènes.
Vers 357, Dion a levé une armée et s’embarque avec des amis de Platon pour prendre Syracuse par surprise. Il y parvient et instaure une dictature, mais ne réussit pas à réaliser le rêve de Platon. Il est assassiné en 354.
Cet échec devait être pour Platon une cause de tristesse comparable à la mort de Socrate. Sa lettre aux parents et amis de Dion est pour lui une occasion d'évoquer les limites de l'écrit pour ce qui est de la transmission du savoir essentiel qu’est la philosophie qui n’est pas une matière comme les autres dont on transmettrait un contenu, et de préciser ce qu’il pense des rapports entre la science et l’opinion. C’est aussi l’occasion pour lui de rappeler ce qu’il a affirmé dans La République et qu’il dit à nouveau dans cette lettre : « Les maux ne cesseront pas pour les humains avant que la race des purs et authentiques philosophes n'arrive au pouvoir ou que les chefs des cités, par une grâce divine, ne se mettent à philosopher réellement. »

## Le roi philosophe
Platon a rêvé d’une société utopique dans laquelle la cité serait gouvernée par un roi philosophe assisté de sages désintéressés, détachés des biens matériels et dévoués à la multitude à laquelle ils ne veulent que du bien.
Après tout, pourquoi ne pas donner le pouvoir aux philosophes ? Rien de mieux qu'une société gouvernée par les meilleurs, par ceux qui ont accédé à la sagesse, laquelle permet d'agir d'une manière droite et juste conduisant au bien de tous. Seuls les philosophes savent ce qu’il convient de faire « pour qu’un État soit éminemment bien gouverné ». Selon Platon, l’harmonie de l’ensemble social ne peut être réalisé que par un philosophe. Comme il le précise dans La République, au bas de l’échelle sociale, il y a la classe des producteurs constituée par des « caractères de bronze » : des hommes à qui la nature n’a donné qu’un courage et un intellect restreints. À l’échelon intermédiaire il y a « les caractères d’argent », gardiens voués à la défense de la cité. Au sommet se trouvent « les caractères d’or », les philosophes capables d’assurer l’harmonie de l’ensemble. Les philosophes doivent être les rois à moins que les rois soient philosophes. Par l’étude, ils ont prouvé qu’ils avaient dépassé les désirs corporels que connaissent les travailleurs et les excès d’affectivité qui sont le lot des gardiens. Ils peuvent donc grâce à l’organisation d’une égalité géométrique et harmonique qui assigne chacun à sa place, sauvegarder l’unité de la cité et lui éviter l’arbitraire de la domination. La mission du philosophe est de connaître le Juste en soi. Pour préserver la cité de la décadence, il faut connaître le juste. Le philosophe doit donc gouverner la cité pour qu’elle soit harmonieuse.
Le plus grand paradoxe vient du fait que l’État parfait doit être constitué par le sage parfait et que le sage parfait ne peut exister que dans l’État parfait. On ne peut définir la justice à l’intérieur de l’individu qu’en se référant à la justice de l’État, et on ne peut définir la justice de l’État que par rapport à la justice dans l’individu. Ainsi, la question générale de la justice est abordée de façon telle que l’on définisse à la fois l’injustice dans l’État et l’injustice dans l’âme. Des deux façons nous voyons que l’injustice est une maladie. Morale et politique sont donc fondées en même temps parce que « nous sommes en droit de convenir que les mêmes catégories qui sont dans l’État existent, identiques, à l’intérieur de l’âme de chaque individu» (La République Livre IV, 441 d). C’est sans doute pour cette raison que celui qui est apte à se gouverner lui-même est apte à gouverner la société.
Toutefois, en vieillissant, et après avoir connu bien des déboires dans le domaine politique, Platon a revu sa philosophie et, dans Les Lois, ouvrage qu’il écrit postérieurement à la Lettre VII, il nous propose non plus une cité idéale mais une cité, qui selon lui, éviterait le pire. Marqué par l'expérience de Sparte, cité militaire, Platon en arrive à une organisation très autoritaire de la société avec des enfants précocement soustraits à l'influence de leurs parents et à une stratification sociale rigoureuse : gouvernants, guerriers et producteurs avec cependant une certaine évolution possible au niveau individuel puisque les enfants doués, pris en charge par l'État, peuvent être sélectionnés et intégrer la classe des gouvernants. Il n'est pas étonnant que certains aient vu en Platon un ancêtre des totalitarismes.

## Science et opinion
L’opinion est un genre de connaissance peu fiable, fondée sur des impressions, des sentiments, des croyances ou des jugements de valeur subjectifs, et pour cela, elle est a priori douteuse, illusoire ou fausse, voire dangereuse, lorsqu’elle cherche à s’imposer en dissimulant la faiblesse de ses fondements sous les apparences de la plus claire certitude. Cependant, Platon reconnaît aux « opinions droites » la faculté d’éclairer l’action humaine. À défaut de vérités certaines, des intuitions justes relatives au bien peuvent guider efficacement l’action en lui fixant pour but la satisfaction d’intérêts conformes aux exigences de la réflexion. Pour Platon, la question est alors de savoir quel statut donner à « l’opinion droite ». Doit-elle, parce qu’elle est opinion, être mise du côté de l’opinion, par nature étrangère à la science, ou, parce qu’elle est droite, doit-elle être mise du côté de la science ? 

Dans cet écrit, il semble bien que Platon tende à mettre l’opinion droite du côté de la science parce que ce qui caractérise la science et l’opinion droite, c’est qu’elles ne sont ni dans les phénomènes ni dans les images, mais qu’elles sont immanentes aux âmes. De chacun des êtres, il y a cinq approches possibles : le nom, la définition, l’image, l’opinion droite et enfin ce qui est connaissable et vraiment est, c’est-à-dire la science parfaitement science. Le nom n’a rien de ferme (s’inscrivant en faux contre l’enseignement de Cratyle, Platon affirme le caractère arbitraire du signe linguistique). La définition ne l’est pas non plus dans la mesure où, comme le dit Le Sophiste, elle n’est faite que de noms et de verbes. L’image n’est qu’obscurité et tout homme est dans une aporie quand il s’en contente. L’opinion droite, elle, semble relever de l’esprit qui est « parent des choses en soi et qui leur est semblable », mais quelqu’un qui est raisonnable ne se hasardera jamais à poser dans la chose même les choses pensées par lui. 

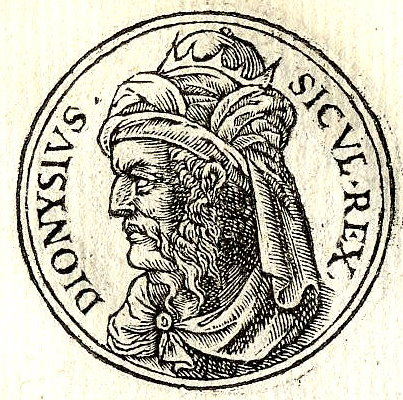
Portrait de Denys de Syracuse issus de Promptuarium iconum insigniorum (1553)

Ainsi, pour arriver au juste et au beau, pour s’harmoniser avec eux, il faut que l’âme présente avec eux une certaine parenté. Il ne suffira donc pas au philosophe d’avoir une intelligence rapide ou une bonne mémoire qui ne le conduiraient qu’à l’opinion droite, il lui faudra une âme d’une nature bonne car si son âme est d’une nature mauvaise, il pourra seulement prétendre faire de la philosophie, il ne sera pas un vrai philosophe. N’arriveront au savoir que ceux qui seront capables de monter et descendre. Il faut « apprendre les deux à la fois, le faux ainsi que le vrai », ainsi l’on connaîtra l’essence dans sa totalité. « Il faut frotter les uns contre les autres, les noms, les définitions, les images, les points de vue » et atteindre ainsi l’intelligence de chaque chose. Mais tout homme sérieux se gardera des écrits et évitera de lancer ainsi ses pensées vers la foule. C’est pourquoi Platon donne libre cours à sa colère contre ce divulgateur des doctrines que fut Denys de Syracuse et, à la fin de la lettre oppose Dion à Denys. Dion recherchait une législation vraiment juste et bonne, et conformément au précepte socratique, il a préféré subir l’injustice que la commettre.
La conclusion est pessimiste. Dion a souffert « ce que souffre le pilote qui est bon et qui, sans ignorer la tempête qui va venir, ne peut pas ne pas être submergé par sa violence ». Il savait que ceux qui l’ont fait échouer étaient des méchants, mais il ne soupçonnait pas leur sottise, leur perversité et leur rapacité : il en est mort.